# Morris Fuller Benton
Morris Fuller Benton (Milwaukee, 30 novembre 1872 – Morristown, 30 giugno 1948) è stato un tipografo statunitense, disegnò svariati caratteri largamente utilizzati, tra cui Alternate Gothic, Franklin Gothic e News Gothic.
| Controllo di autorità | VIAF (EN) 23149066355965600713 · ISNI (EN) 0000 0001 0973 1297 · LCCN (EN) no2005062243 · GND (DE) 139895132 · BNF (FR) cb16631997k (data) |